# Methia fischeri
Methia fischeri là một loài bọ cánh cứng trong họ Cerambycidae.